# Björnö naturreservat, Värmdö kommun
För andra betydelser, se Björnö.
Björnö naturreservat är ett naturreservat på halvön Björnö, belägen på sydöstra delen av Ingarö, i Ingarö distrikt i Uppland (Stockholms län). Det har en areal av 949 hektar, varav 316 hektar är land. Reservatet bildades 1983.

## Historia
1981 köpte Skärgårdsstiftelsen Björnö av Wallenbergfamiljens fastighetsbolag Stockholm-Saltsjön och två år senare blev området naturreservat. En av de första åtgärderna som Skärgårdsstiftelsen vidtog efter övertagandet var att börja återställa de igenväxta beteshagarna och ängsmarkerna. För detta byggdes Småängsgården upp vid Småängsviken.

## Reservatet
Inom reservatet finns en stor blandning av olika biotoper. Bland annat levande jordbruksmark, hällmarkstallskog, granskog, tallmossar, lövkärr och ädellövskog. Det finns även flera badplatser och flera ängar med möjlighet till camping. Ett utsiktstorn finns även vid Småängsuddarna, där man kan blicka ut över Nämdöfjärden.

## Referenser

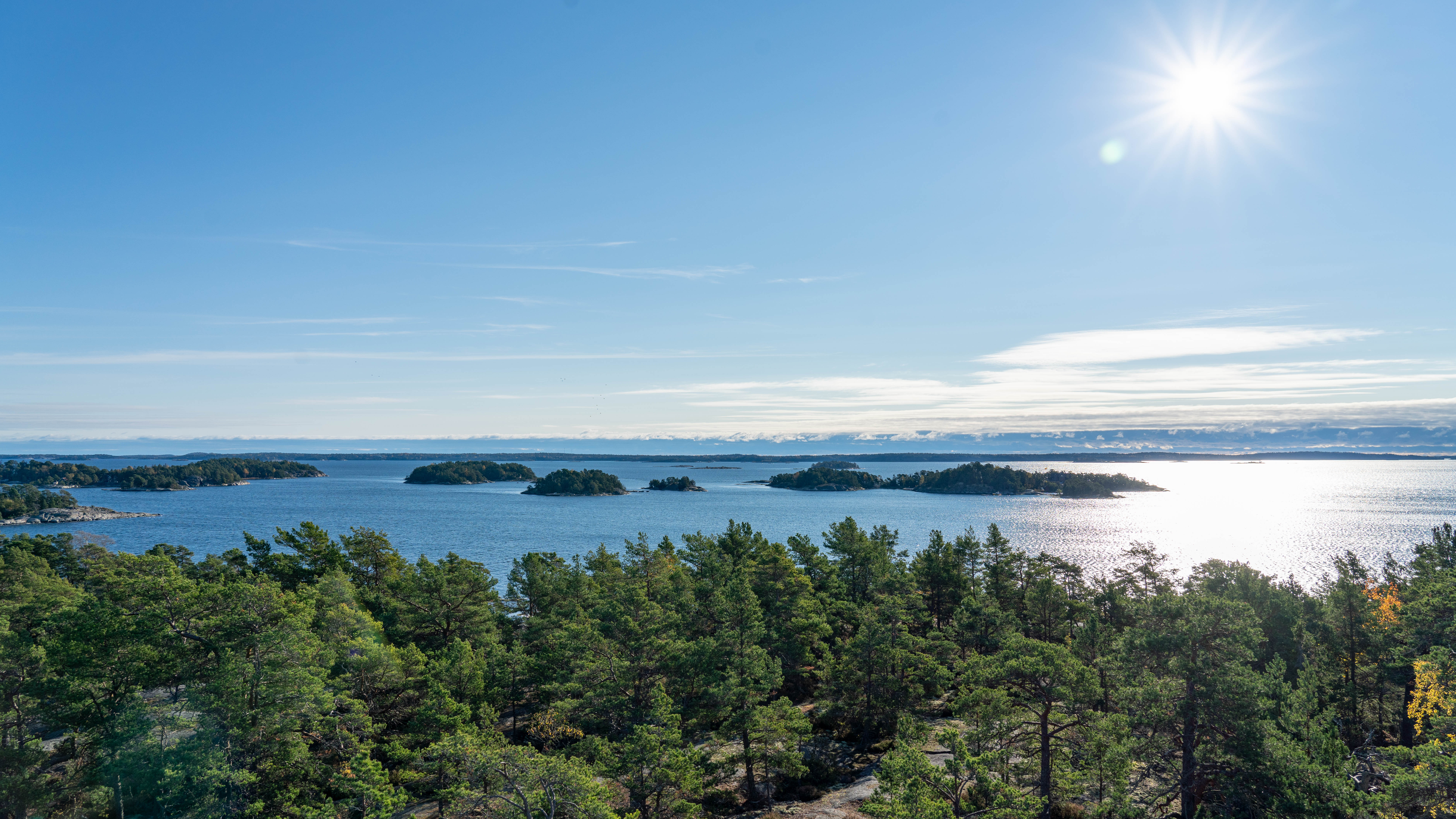
Utsikt från ett utsiktstorn i naturreservatet.